# Hoffgreff-énekeskönyv
A Hoffgreff-énekeskönyv a kolozsvári Georg Hoffgreff nyomdájában az 1550-es években kiadott protestáns jellegű gyűjtemény, amely bibliai históriákat és oktató énekeket tartalmaz, kottájukkal együtt. Az anyagát feltehetőleg egy korabeli magyar protestáns prédikátor vagy tanító állította össze, ennek ellenére Toldy Ferenc nyomán a szakirodalomban a szász nyomdász nevét kapcsolták hozzá. Ez volt az első olyan magyar nyelvű gyűjtemény, amely a templomi istentiszteleten kívüli egyéb éneklési alkalmakra született.
A nyolcadrét alakú könyvnek mára csak két címlap nélküli, csonka példánya maradt fenn, így címe, kiadásának helye, ideje és nyomdásza ismeretlenek. A kiadás helyét és idejét a nyomtatási és helyesírási sajátosságok alapján valószínűsítették. A müncheni Bayerische Staatsbibliothek katalógusában szerepel ugyan egy bejegyzés a következő tartalommal:  HISTORIAC melyeket a Szent Bibliából néminemű tudós es istenfélő ferfiac énekekbe szerzettenec az együgyű keresztyeneknec tanúságokra es vigasztalasokra. Colosvarba 1556 Hoffgreff. – maga a kiadvány azonban a második világháború alatt megsemmisült, így csak valószínűsíthető, de nem bizonyítható, hogy ez a Hoffgreff-féle énekeskönyv volt. Pap Balázs azt a lehetséges magyarázatot veti fel, hogy két különböző kiadványról van szó: a müncheni katalógusban a valódi Hoffgreff-énekeskönyv szerepel, a ma ezen a néven ismert kötetet pedig már Heltai Gáspár adhatta ki 1559-ben.
Az énekeskönyv egy-egy csonka példánya a Magyar Tudományos Akadémia könyvtárában, illetve a kolozsvári Egyetemi Könyvtárban található.

## Szerkesztője és kiadásának időpontja
Szabó Károly és Erdélyi Pál még Heltai Gáspárt tartotta a kötet összeállítójának. A későbbi kutatások szerint a szerkesztő valószínűleg az első református nemzedék egyik prédikátora vagy tanítója lehetett. Elképzelhetőnek tartják Batizi András közreműködését a szerkesztésben.
A kiadás helyét és időpontját a nyomdai és helyesírási sajátosságok, illetve a szövegek keletkezési ideje alapján valószínűsítették. Viszonyítási alapul Tinódi Lantos Sebestyén Cronica-jának 1554-es kolozsvári kiadása szolgált, amelyet szintén Hoffgreff nyomtatott. Az énekeskönyv korábbi kutatói közül Toldy Ferenc a megjelenés legkorábbi időpontját 1554-re tette, Szabó Károly 1553-as kiadást is lehetségesnek tartott, Gulyás Pál 1552–1553, közötti míg Mátray Gábor és Csiky János 1580 utáni időpont mellett érvelt.
Vértes O. András helyesírási elemzése a kiadást az 1550-es évek közepére feltételezte, amikor Hoffgreff egyedül, Heltai Gáspár nélkül vezette a nyomdát. Ezt megerősítették Varjas Béla és Molnár József, akik összevetették Hoffgreff és Heltai helyesírását, illetve kiadói gyakorlatát, és ugyanezt a felfogást tükrözi Tarnóc Mártonnak az 1966-ban az énekeskönyv hasonmás kiadásával együtt megjelent tanulmánya is. Az 1971-ben Borsa Gedeon szerkesztésében megjelent Régi magyarországi nyomtatványok (RMNy) 1554–1555-es megjelenést tüntetett fel, felsorolva az előző kutatók véleményét is.
1976-ban azonban Borsa Gedeon közzétett egy kiigazítást a RMNy első kötetéhez, mivel időközben új adatokra bukkant a müncheni Bayerische Staatsbibliothekben. A könyvtár 19. századi kéziratos katalógusában szerepel ugyanis egy HISTORIAC melyeket a Szent Bibliából néminemű tudós es istenfélő ferfiac énekekbe szerzettenec az együgyű keresztyeneknec tanúságokra es vigasztalasokra. Colosvarba 1556 Hoffgreff. bejegyzés, amely valószínűleg a Hoffgreff-énekeskönyvre utalt, maga a kötet azonban a második világháború során megsemmisült, így az azonosság nem bizonyítható. Pap Balázs azt a lehetséges magyarázatot veti fel, hogy két különböző kiadványról van szó: a müncheni katalógusban a valódi Hoffgreff-énekeskönyv szerepel, a ma ezen a néven ismert kötetet pedig már Heltai Gáspár adhatta ki 1559-ben.

## Szerzői és tartalma
Mindkét ismert példányból hiányzik az első hét ív és a kötet vége. A fennmaradt rész 1538–1552 között keletkezett műveket tartalmaz, a következő sorrendben:
- Batizi András: Meglett és megleendő dolgok históriája (1544)
- Batizi András: Más história a Nabukodonozor királyról (1544)
- Batizi András: Izsák pátriárkának szent házasságáról való szép história (1546)
- Farkas András Miképpen az Úristen Izraelnek népét Egyiptomból és hasonlóképpen a magyarokat Szkithiából kihozta (1538)
- Dézsi András Mózes és Józsué hadáról az Amalek ellen
- Batizi András: A drága és isten félő vitéz Gedeonról (1540)
- Fekete Imre: Az erős és isten félő vitéz Sámsonról (1546)
- Kákonyi Péter: Az erős vitéz Sámsonról más szép história (?)
- Dézsi András: A levitáról história (1549)
- Fekete Imre: Egynéhány szép históriák a Királyoknak könyveikből (1546)
- Biai Gáspár (Bajnay Gáspár):[1] Dávid királyról és Betszábé, Uriásnak feleségéről való história (1544 v. 1549?)
- Csikei István (Csekei István):[2] Az Illés prófétáról és Ákháb királyról való história (1542)
- Sztárai Mihály: Ének szent Illésnek és Ákháb királynak idejében lett dolgokból (1549)
- Székely Balázs:[3] Tóbiásnak […] históriája (1546)
- Sztáray Mihály: A Holofernész és Judit asszony históriája (1552)
- Dézsi András: Az ifjú Tóbiásnak házasságáról való história (1550)
- Kákonyi Péter: Az Asvérus királyról és az isten félő Eszter királyné asszonyról való história (1544)
- Manasszeszről és Nabukodonozorról (1553 előtt)
- Jeremiás próféta siralmas panaszolkodásinak ötödik része (1553 előtt)
- A három istenfélő férfiakról (1553 előtt)
- Batizi András: Zsuzsanna asszonynak históriája (1541)
- A babilóniabeli Bél és sárkány (1553 előtt)
- Batizi András: Jónás prófétának históriája (1541)
- Sztárai Mihály: Eleázár papról és … Antiochus királyról való história (1546)
- Szkhárosi Horvát András: De maledictionibus (1547)

Tarnóc Márton megfigyelése szerint a történetek nagyjából a Bibliából ismert sorrend szerint következnek egymás után, de – figyelmen kívül hagyva a kötet csonka voltát – szerkezetét a Batizi András-féle katekizmussal állítja párhuzamba. Pap Balázs 2011-es doktori értekezésében kísérletet tesz a hiányzó rész rekonstruálására: a meglévő szövegek sorrendje és hossza, a hiányzó rész hossza és a korszak históriás énekeinek repertóriuma alapján. Szerinte a könyv elején  Dézsi Andrásnak a Világ kezdetitül lött dolgokról című műve szerepelhetett.

## Jelentősége

### A magyar nyelvben és irodalomban
Az ének műfaja a magyar irodalomban a reformáció során alakult ki és vált népszerűvé. A műfajjal egyidejűleg megszülettek a hangsúlyos verselésnek azok a formái, amelyek hosszan tartó hatást fejtettek ki a magyar költészetben. A korszak énekeinek biblikus stílusa maradandó nyomott hagyott a magyar költői nyelvben, hatása a modern korig fennmaradt.
A Hoffgreff-énekeskönyv volt az első olyan magyar nyelvű gyűjtemény, amely a templomi istentiszteleten kívüli egyéb éneklési alkalmakra született.

### A zenetörténetben
A Hoffgreff-énekeskönyv énekei a históriás ének egyházi változatába tartoznak, amelyek magukon viselik az európai zene hatását, de a vallásos téma ellenére magyar karakterrel is rendelkeznek, és felismerhetően egy-egy énekszerző művei. A kiadványban közölt kották feltehetően keveset adnak vissza a korabeli előadás valódi elevenségéről, annál is inkább, mert – feltehetően – mind a szöveg, mind a dallam, mind a ritmus gyakran módosult az előadás során, talán még egy strófán belül is. Az előadás mikéntjéről közvetlen információ ugyan nem maradt fenn, de a későbbi népballadák előadásmódja alapján lehet következtetni róla, és utalásokat több korabeli forrásban is lehet találni rá (Galeotto Marzio, Thuróczi János, Tolnai Bálint stb.). Az énekeket lant- vagy hegedűkísérettel adták elő, a hangszer vagy magát a melódiát játszotta kis eltéréssel, vagy az intonációt támasztotta alá. Az előadásnak ez a módja is azt bizonyítja, hogy ekkor még az előadó és közönsége is közel volt a népies gondolatvilághoz. Azt is fontos megjegyezni, hogy ebben a korban ezek a históriás énekek bárhol elhangozhattak: még nem alakult ki az éles határ a népi és úri hagyomány, vagy a vallásos és a profán világ között.
Érdekesség a gyűjtemény néhány énekében a dallam és a szöveg szótagszámának különbözősége (például Dézsi Levitája, vagy az ismeretlen szerző Babiloniabeli Bél és sárkánya), ami az előadásban szótag- vagy hangredukciót, máskor szótagszaporítást, hangkötést követelt meg. Erre a megoldásra mind hazai, mind külföldi példákat lehet találni a korban (Tinódinál csak kivételesen), ugyanakkor felvetődhet az esetleges szerkesztői gondatlanság lehetősége is. A dallamok közül több hosszú ideig fennmaradt, amikor epikus szövegük már rég feledésbe merült: egyházi éneket énekeltek rájuk, vagy  vallásos szövegeket illesztettek a melódiára; néhány Sztárai-dallamot még 18. századi templomi énekeskönyvekben is megtaláltak.

### A  nyomdászat történetében
A Hoffgreff-énekeskönyv a harmadik olyan magyarországi nyomtatvány, amely hangjegyeket (is) tartalmaz. Míg azonban a megelőző kettőt fatábláról nyomtatták, ez korszerűbb technikával, 45 darabból álló öntött hangjegykészlet használatával készült. Kis számú kotta esetében, max. 20–25 dallamig ugyanis egyszerűbb volt a kották fába metszése, de nagyobb mennyiségű kotta esetén már célszerűbb volt a szétszedhető öntött hangjegykészlet használata.